# Тюїльрі (палац)

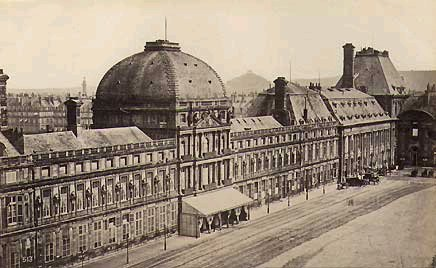
Палац Тюїльрі до пожежі

Тюїльрі́ (фр. Tuileries) — колишній королівський палац у Парижі. Раніше розташовувався на правому березі р. Сени. 24 травня 1871 року під час Паризької комуни згорів і був знесений. На місці зруйнованого палацу зараз знаходиться однойменний «парк Тюїльрі».

## Історія
Будівництво палацу почалося за королеви Катерини Медічі, в місцевості, де знаходилося тоді декілька черепичних заводів (фр. tuileries). Архітектори: Філібер  Делорм і Бюльян. Спочатку палац складався лише з середнього павільйону і двох бічних коротких рогів — останні частини були добудовані за Генріха IV, Людовика XIII і Людовика XIV. Внутрішнє оздоблення виконане архітекторами Персьє і Фонтеном за часів Наполеона I, Луї-Філіппа і Наполеона III. Палац вирізнявся прекрасним розташуванням апартаментів і розкішшю оздоблення. До революції французькі королі мешкали в Тюїльрі дуже рідко. 6 жовтня 1789 року. Людовик XVI був вимушений залишити Версаль і перенести резиденцію до Парижа, у Тюїльрі. 10 серпня 1792 року палац був захоплений повсталим населенням Парижа: король з родиною був змушений шукати притулок у приміщенні Національних зборів. Після повалення уряду Людовика XVI в північному крилі палацу деякий час розташовувався Конвент, потім рада старійшин. 
Наполеон I обрав Тюїльрі своєю офіційною резиденцією ще за часів, коли був першим консулом і займав його до падіння цього режиму. Під час Революції 1848 року 24 лютого натовп увірвався до палацу. Багато речей згоріло, однак уціліли твори мистецтва. 26 лютого 1848 року тимчасовий уряд видав декрет, за яким Тюїльрі мав бути переобладнаний на притулок для громадян-інвалідів (фр. Hospice des invalides civils), але декрет не був виконаний. У 1849 році в палаці розташовувалася виставка творів мистецтва. З 1852 по 1870 рік палац знову був резиденцією імператора Наполеона ІІІ. У 1871, під час повстання Паризької комуни, пожежа знищила центральну частину палацу, вціліли лише бічні павільйони, які потім реставрувалися. Обгорілі стіни центрального павільйону пізніше знесли.
Сад, розташований при палаці Тюїльрі, був закладений 1600 року, пізніше у 1655 планування було вдосконалене знаменитим садовим архітектором Людовика XIV Ленотром у французькому стилі, з терасами, великими прямими алеями, квітниками, басейнами, фонтанами тощо. Наполеон I прикрасив цей сад ще більше, встановивши орнаментальну огорожу.